# 마디난초족
마디난초족(--蘭草族, 학명: Triphoreae 트리포레아이[*])은 석곡아과의 족이다.

## 하위 분류
- 두뿔난초아족(Diceratostelinae (Dressler) Szlach.)
- 마디난초아족(Triphorinae (Dressler) Szlach.)